# Liste des députés européens de Belgique de la 6e législature
La Belgique dispose de 24 sièges au parlement européen pour la législature 2004-2009. 

## Les députés européens élus en 2004
| Nom                       | Communauté linguistique | Parti                           | Groupe parlementaire européen |
| ------------------------- | ----------------------- | ------------------------------- | ----------------------------- |
| Raymond Langendries       | Communauté française    | Centre démocrate humaniste      | PPE-DE                        |
| Mathieu Grosch            | Communauté germanophone | Christlich Soziale Partei       | PPE-DE                        |
| Ivo Belet                 | Communauté flamande     | Christen-Democratisch en Vlaams | PPE-DE                        |
| Frieda Brepoels           | Communauté flamande     | Christen-Democratisch en Vlaams | PPE-DE                        |
| Jean-Luc Dehaene          | Communauté flamande     | Christen-Democratisch en Vlaams | PPE                           |
| Marianne Thyssen          | Communauté flamande     | Christen-Democratisch en Vlaams | PPE                           |
| Mia De Vits               | Communauté flamande     | Socialistische Partij Anders    | PSE                           |
| Saïd El Khadraoui         | Communauté flamande     | Socialistische Partij Anders    | PSE                           |
| Anne Van Lancker          | Communauté flamande     | Socialistische Partij Anders    | PSE                           |
| Philippe Busquin          | Communauté française    | Parti socialiste                | PSE                           |
| Marc Tarabella            | Communauté française    | Parti socialiste                | PSE                           |
| Véronique De Keyser       | Communauté française    | Parti socialiste                | PSE                           |
| Alain Hutchinson          | Communauté française    | Parti socialiste                | PSE                           |
| Gérard Deprez             | Communauté française    | Mouvement réformateur           | ADLE                          |
| Antoine Duquesne          | Communauté française    | Mouvement réformateur           | ADLE                          |
| Frédérique Ries           | Communauté française    | Mouvement réformateur           | ADLE                          |
| Dirk Sterckx              | Communauté flamande     | Vlaamse Liberalen en Democraten | ADLE                          |
| Johan Van Hecke           | Communauté flamande     | Vlaamse Liberalen en Democraten | ADLE                          |
| Annemie Neyts-Uyttebroeck | Communauté flamande     | Vlaamse Liberalen en Democraten | ADLE                          |
| Bart Staes                | Communauté flamande     | Groen                           | Verts/ALE                     |
| Pierre Jonckheer          | Communauté française    | Ecolo                           | Verts/ALE                     |
| Frank Vanhecke            | Communauté flamande     | Vlaams Blok                     | NI                            |
| Philip Claeys             | Communauté flamande     | Vlaams Blok                     | NI                            |
| Koenraad Dillen           | Communauté flamande     | Vlaams Blok                     | NI                            |

## Entrants/Sortants
| Entrant        | Parti | Groupe | En remplacement de | Date         | Motif |
| -------------- | ----- | ------ | ------------------ | ------------ | --- |
| Giovanna Corda | PS    | PSE    | Marc Tarabella     | 31 août 2007 | Nommé ministre communautaire de la Jeunesse et de l'Enseignement de Promotion Sociale dans le Gouvernement Arena |